# St-Raphaël (Berthez)

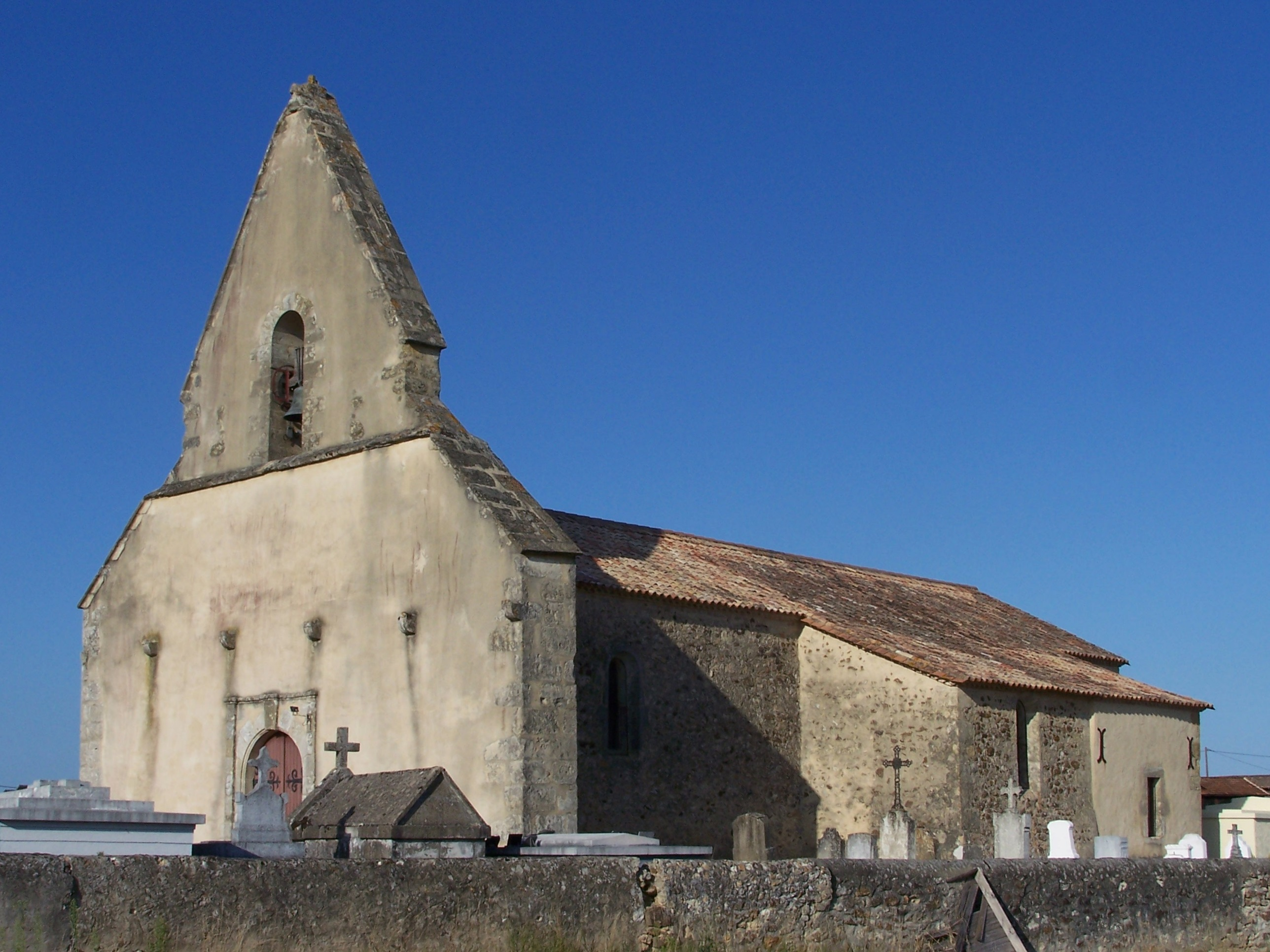
Kirche St-Raphaël in Berthez

Die katholische Kirche St-Raphaël in Berthez, einer französischen Gemeinde im Département Gironde in der Region Nouvelle-Aquitaine, wurde 1676 errichtet und nach einem Brand 1883/84 wieder aufgebaut. Die Kirche ist dem Erzengel Raphael geweiht. 
Von der Ausstattung sind die Fresken der Erzengel erwähnenswert, die nach dem Wiederaufbau 1883/84 mit der weiteren Ausstattung angefertigt wurden.